# Liste der Kulturdenkmäler in Münchwald
In der Liste der Kulturdenkmäler in Münchwald sind alle Kulturdenkmäler der rheinland-pfälzischen Ortsgemeinde Münchwald aufgeführt. Grundlage ist die Denkmalliste des Landes Rheinland-Pfalz (Stand: 2. August 2023).

## Einzeldenkmäler
| Bezeichnung | Lage                           | Baujahr                    | Beschreibung | Bild            |
| ----------- | ------------------------------ | -------------------------- | --- | --------------- |
| Klosterhof  | Dorfstraße 1 Lage              | Mitte des 19. Jahrhunderts | ehemaliger Klosterhof des Klosters Eberbach; kreuzbandrippengewölbter Viehstall, wohl aus der Mitte des 19. Jahrhunderts | BW              |
| Hofanlage   | Dorfstraße 2 Lage              | um 1800                    | Streckhof; stattliches Fachwerkhaus, teilweise massiv, um 1800                                                           | BW              |
| Wohnhaus    | Dorfstraße 2a Lage             | 1806                       | nachbarockes Wohnhaus, bezeichnet 1806, Scheune, teilweise Fachwerk, 18. Jahrhundert                                     | Fotos hochladen |
| Mauerreste  | Im Wiesengrund, bei Nr. 1 Lage |                            | Bruchsteinmauerreste, mittelalterlich (?)                                                                                | BW              |